# Unterseeboot 63 (1940)
Pour les articles homonymes, voir Unterseeboot 63.
Le Unterseeboot 63 ou U-63 est un sous-marin allemand (U-Boot) de type II.C de la Kriegsmarine de la Seconde Guerre mondiale.
Comme les sous-marins de type II étaient trop petits pour des missions de combat dans l'océan Atlantique, il a été affecté principalement dans la mer du Nord.

## Historique
Mis en service le 18 janvier 1940, l'U-63 sert de sous-marin d'entrainement dans la 1. Unterseebootsflottille, puis en unité opérationnelle.
Il réalise sa première patrouille de guerre, quittant le port d'Heligoland, le 17 février 1940, sous les ordres de l'Oberleutnant zur See Günther Lorentz.
Après avoir coulé un navire marchand le 24 février 1940, l'U-63 est coulé le lendemain, le 25 février 1940 après neuf jours de croisière, dans la mer du Nord au sud des îles Shetland, à la position géographique de 58° 40′ N, 0° 10′ O par des charges de profondeur et des torpilles des destroyers britanniques HMS Escort, HMS Inglefield, HMS Imogen ainsi que par le sous-marin britannique HMS Narwhal.
Les vingt-cinq membres d'équipage comptent un survivant.

## Affectations
- 1. Unterseebootsflottille à Kiel du 18 au 31 janvier 1940 (entrainement)
- 1. Unterseebootsflottille à Kiel du 1er au 25 février 1940 (service active)

## Commandements
- Oberleutnant zur See Günther Lorentz du 18 janvier au 25 février 1940

## Patrouilles
|       | Commandant      | Départ          | Départ     | Arrivée         | Arrivée | Jours   | Succès  |
| ----- | --------------- | --------------- | ---------- | --------------- | ------- | ------- | ------- |
| 1     | Günther Lorentz | 17 février 1940 | Heligoland | 25 février 1940 | Coulé   | 9 jours | 3 840   |
| Total | Total           | Total           | Total      | Total           | Total   | 9 jours | 3 840 t |

Nota: Les noms de commandants sans indication de grade signifie que leur grade n'est pas connu avec certitude à notre époque à la date de la prise de commandement

## Navires coulés
L'Unterseeboot 63 a coulé un navire marchand de 3 840 tonneaux au cours de l'unique patrouille (9 jours en mer) qu'il effectua.
| Date            | Nom    | Nationalité | Tonnage (GRT) | Fait  |
| --------------- | ------ | ----------- | ------------- | ----- |
| 24 février 1940 | Santos | Suède       | 3 840         | Coulé |

### Sources
- (en) Cet article est partiellement ou en totalité issu de l’article de Wikipédia en anglais intitulé « German submarine U-63 (1939) » (voir la liste des auteurs).